# Neogomphus
Genre
Neogomphus  est un genre d'insectes odonates de la famille des Gomphidae appartenant au sous-ordre des Anisoptères. 

## Liste des espèces
Ce genre comprend 3 espèces :
- Neogomphus bidens Selys, 1878
- Neogomphus endenticulatus Carle & Cook, 1984
- Neogomphus molestus (Hagen in Selys, 1854)